# Heinrich Julius Alexander von Kalb
Heinrich Julius Alexander von Kalb, auch bekannt als Henry Jules Alexandre de Kalb (* 25. November 1752 in Jena; † 8. April 1806 in München) war ein deutscher Offizier in französischen Diensten.

## Leben
Kalb war der Sohn des Kammerpräsidenten zu Sachsen-Weimar, Karl Alexander von Kalb. Sein Bruder war Johann August Alexander von Kalb, welcher die Kammerpräsidentschaft des Vaters übernahm (11. Juni 1776 bis 7. Juni 1782) und der von Friedrich Schiller in dessen Trauerspiel Kabale und Liebe karikiert wurde. Im Alter von 18 Jahren trat von Kalb als Sous-lieutenant in das französische deutsche Fremdenregiment „Royal Deux-Ponts“ (Zweibrücken) ein (15. August 1770). Mit 24 Jahren wurde er Sekondeleutnant, mit 26 Jahren Premierleutnant. Sein Regiment gehörte zu der etwa 5.000 Mann starken französischen Hilfsarmee im Amerikanischen Unabhängigkeitskrieg gegen die Engländer. Für seine Leistungen wurde er von George Washington, damals General der Continental Army, ausgezeichnet.
Die Tatsache, dass er im selben Krieg diente wie Baron Johann von Kalb (auch Johann de Kalb) verursacht immer wieder Verwechslungen zwischen den beiden Offizieren. Nach Deutschland zurückgekehrt, wurde er von seinem Bruder im Oktober 1783 mit dessen Schwägerin Charlotte von Marschalk und Ostheim verheiratet und führte mit ihr eine Zwangsehe, in deren Verlauf seine Frau, nun Charlotte von Kalb, sich in eine Affäre mit Schiller und später Jean Paul flüchtete. Da Heinrich aufgrund seiner Stellung nur die Wintermonate bei seiner Familie verbringen konnte, wurde bald von Scheidung gesprochen, doch da er Anspruch auf seinen inzwischen geborenen Sohn erhob, blieb Charlotte formal mit ihm zusammen.
Die Französische Revolution beendete die Karriere des Königlich Französischen Capitaine von Kalb. Er war zuletzt bei der versuchten Flucht des Königs Ludwig XVI. (1791) beteiligt. Ohne Anspruch auf Pension in seine Heimat Thüringen zurückgekehrt, bemühte er sich vergeblich um ein Patent in deutschen Diensten. Sein verschwendungssüchtiger Bruder hatte inzwischen das Familienvermögen durchgebracht. Die drohende Verarmung machte Kalb zu schaffen. Er zog sich auf sein Gut bei Trabelsdorf zurück, wo er eine Affäre mit der bei ihm als Köchin dienenden Lehrerstochter Barbara Tod begann, aus der drei Kinder hervorgingen. Am 8. April 1806 erschoss er sich im Gasthof „Zum Goldenen Hahn“ zu München.